# Freden i Sèvres

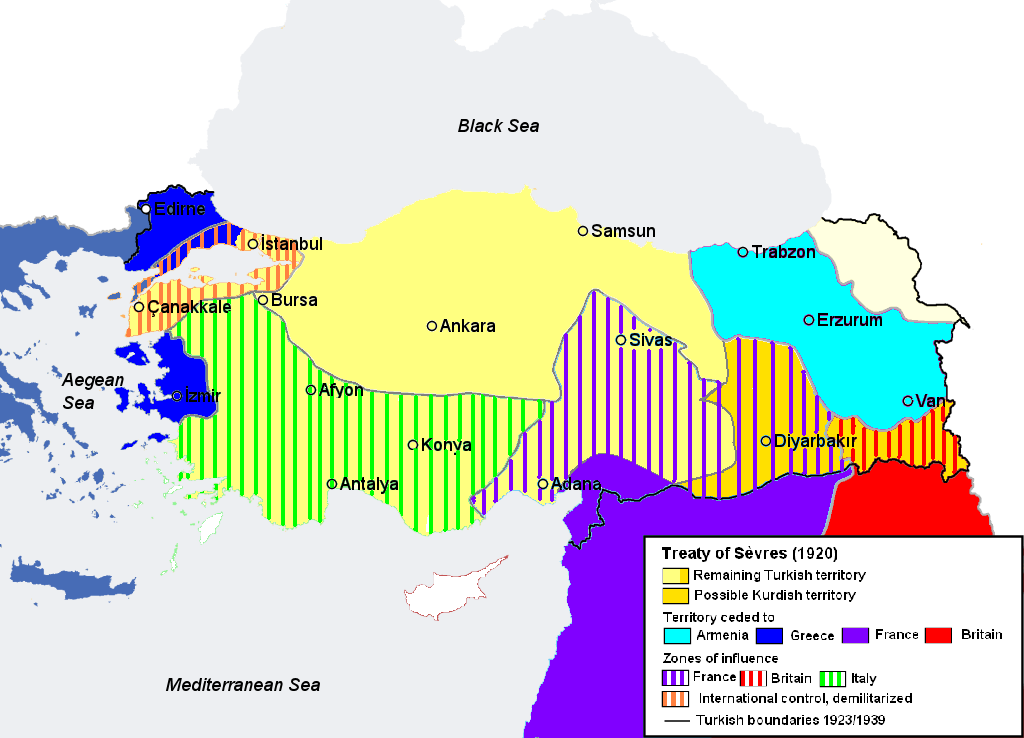
Gränsdragningar enligt freden i Sèvres

Freden i Sèvres slöts efter första världskriget, den 10 augusti 1920 mellan Osmanska riket och Frankrike, Storbritannien, Italien med flera stater. Uppgörelsen byggde på det hemliga så kallade Sykes-Picotavtalet, som hade träffats redan 1916 mellan Frankrike och Storbritannien.

## Villkor
Villkoren betydde att det osmanska väldet upplöstes och att Turkiet blev en nationalstat, begränsad till mindre Asien och Konstantinopel med omnejd. Turkiet skulle till Grekland avträda sina europeiska besittningar utom Konstantinopel med område. Turkiet skulle också avstå från alla anspråk på de egeiska öarna och de sedan 1919 av greker besatta områdena kring Smyrna (idag Izmir). Staden skulle förbli under sultanens suveränitet men ställas under grekisk förvaltning. Vidare bestämdes att Turkiet skulle erkänna de helt eller delvis nyskapade staterna och mandatområdena Armenien, Hijaz, Irak, Syrien och Palestina. Franska Kurdistan skulle även skapas men frågan uteslöts senare, medan Dardanellerna och Bosporen skulle ställas under internationell kontroll. 

## Avtalets följder
De viktigaste resultaten av fredsavtalet var i sammandrag:
- Upplösandet av det Osmanska riket och upprättandet av Turkiet
- Upprättandet av kungariket Hijaz (som senare annekterades och 1932 inlemmades i Saudiarabien)
- Erkännandet av Armenien (som senare invaderades av röda armén och 1922 delades mellan Turkiet och Sovjetunionen)
- Upprättandet av det franska protektoratet Syrien, med delar av Anatolien
- Greklands övertagande av Izmir och angränsande områden (som 1923 förlorades till Turkiet)
- Italiens inflytande över Dodekaneserna och stora delar av Anatolien

Fredsfördraget fick emellertid ingen reell betydelse. Freden i Sèvres erkändes inte av de turkiska nationalisterna, ledda av Kemal Atatürk. Denne hade tagit makten och vägrade att godkänna fredsavtalet. Sultanen avsattes 1922 och efter turkarnas framgångsrika strider mot grekerna slöt Kemal Atatürks regering ett nytt fredsfördrag med första världskrigets segrarmakter i Lausanne den 24 juli 1923, som därmed ersatte freden i Sèvres.

### Fortsatt läsning
- Nationalencyklopedin
- Svensk uppslagsbok, 1947-1955 års upplaga
- Ingmar Karlsson: Europa och turken - betraktelser kring en komplicerad relation; W&W 2007